# Årstadal

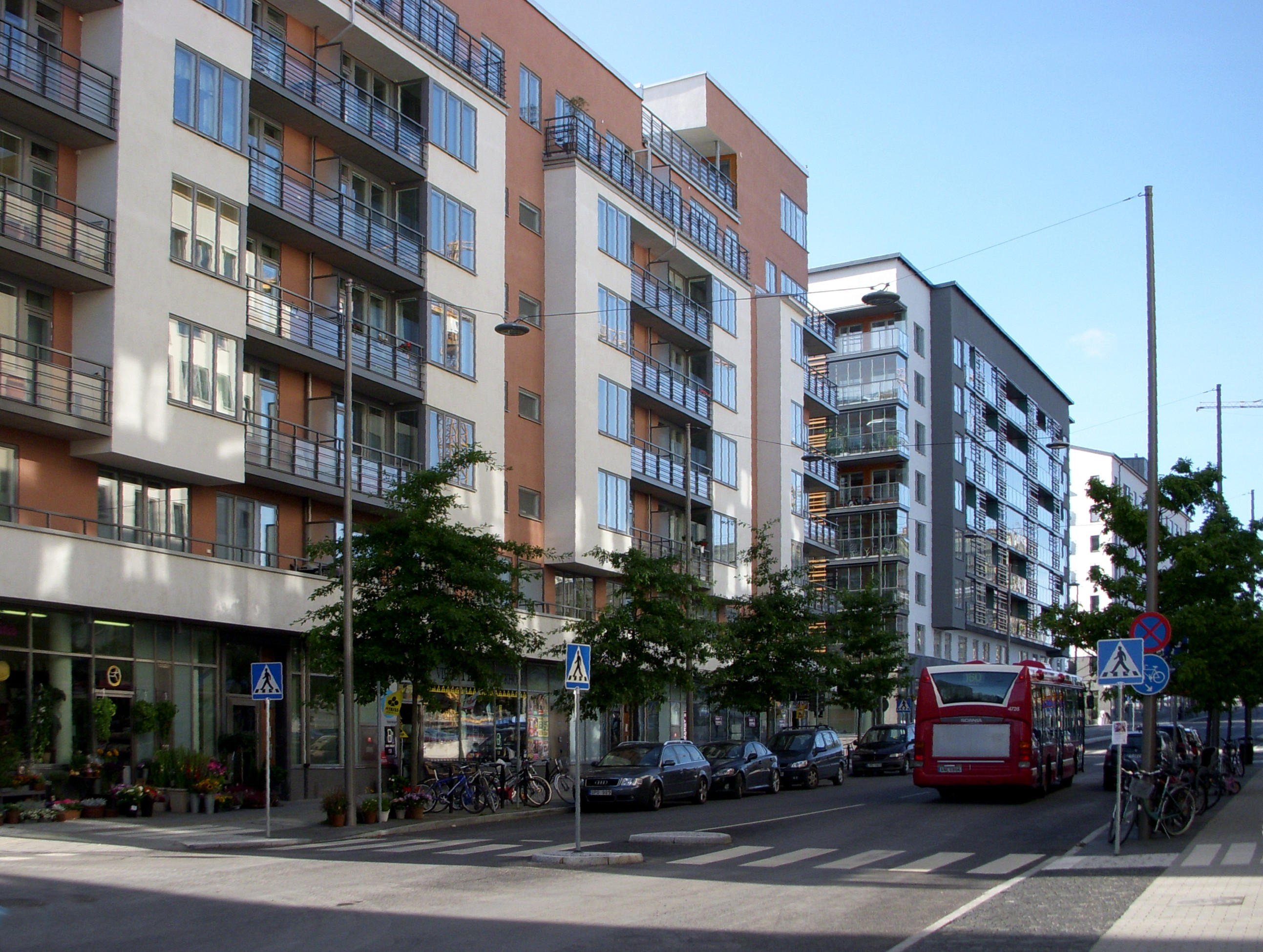
Nybyggda bostäder i Årstadal i september 2009

Årstadal är ett område i stadsdelen Liljeholmen i Söderort inom Stockholms kommun. Årstadal har beskrivits som, tillsammans med Sundbyberg, Stockholms första förstad Området avgränsas i norr av Marievik längs Buteljgatan och Årstaviken, i öster av järnvägsområdet med Årstabroarna, i söder av  Årstaberg och Nybodahöjden samt i väster av Södertäljevägen. Till Årstadal hör områdena Sjövik samt Årstaäng. Området genomgår för närvarande en kraftig omvandling från industri- till bostadsområde, bland annat genom stadsbyggnadsprojektet Liljeholmskajen.
Årstadal har en spårvagnshållplats på Tvärbanan. Hållplatsen är belägen i mynningen av tunneln under Nybodahöjden och delvis inne i tunneln. Det har tidigare (1921–1932 och 1939–1964) funnits spårvagnshållplatser med detta namn, men belägna på Södertäljevägen längre västerut. Avståndet från station Alvik är 5,9 kilometer.
Årstadal är jämte Sundbyberg en av Stockholms äldsta förstäder. Senare har området utnyttjats främst av industrier. Sedan 2000-talets början har stora delar av området bebyggts med bostäder.

## Historia

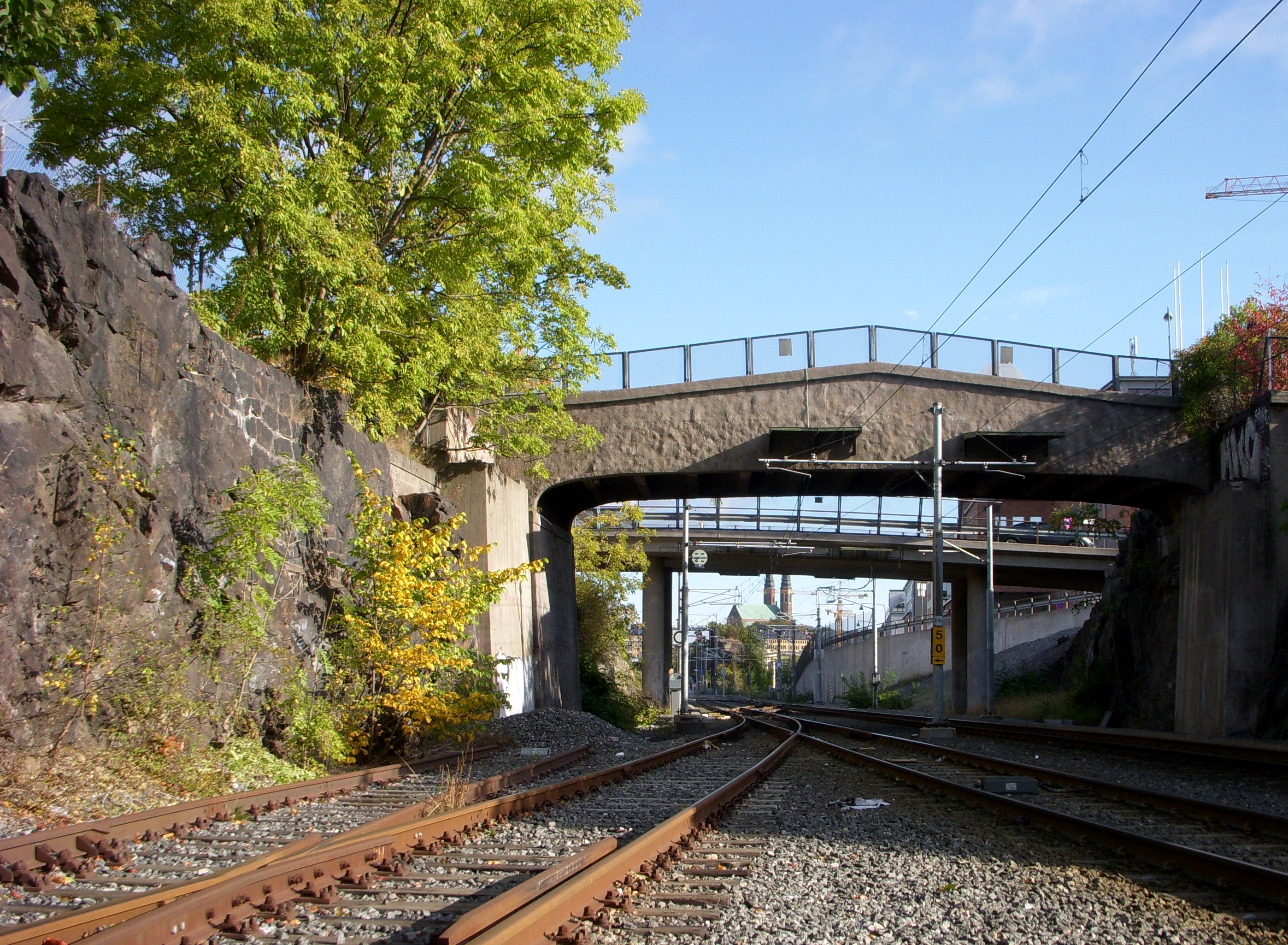
Gamla Västra stambanans spårområde

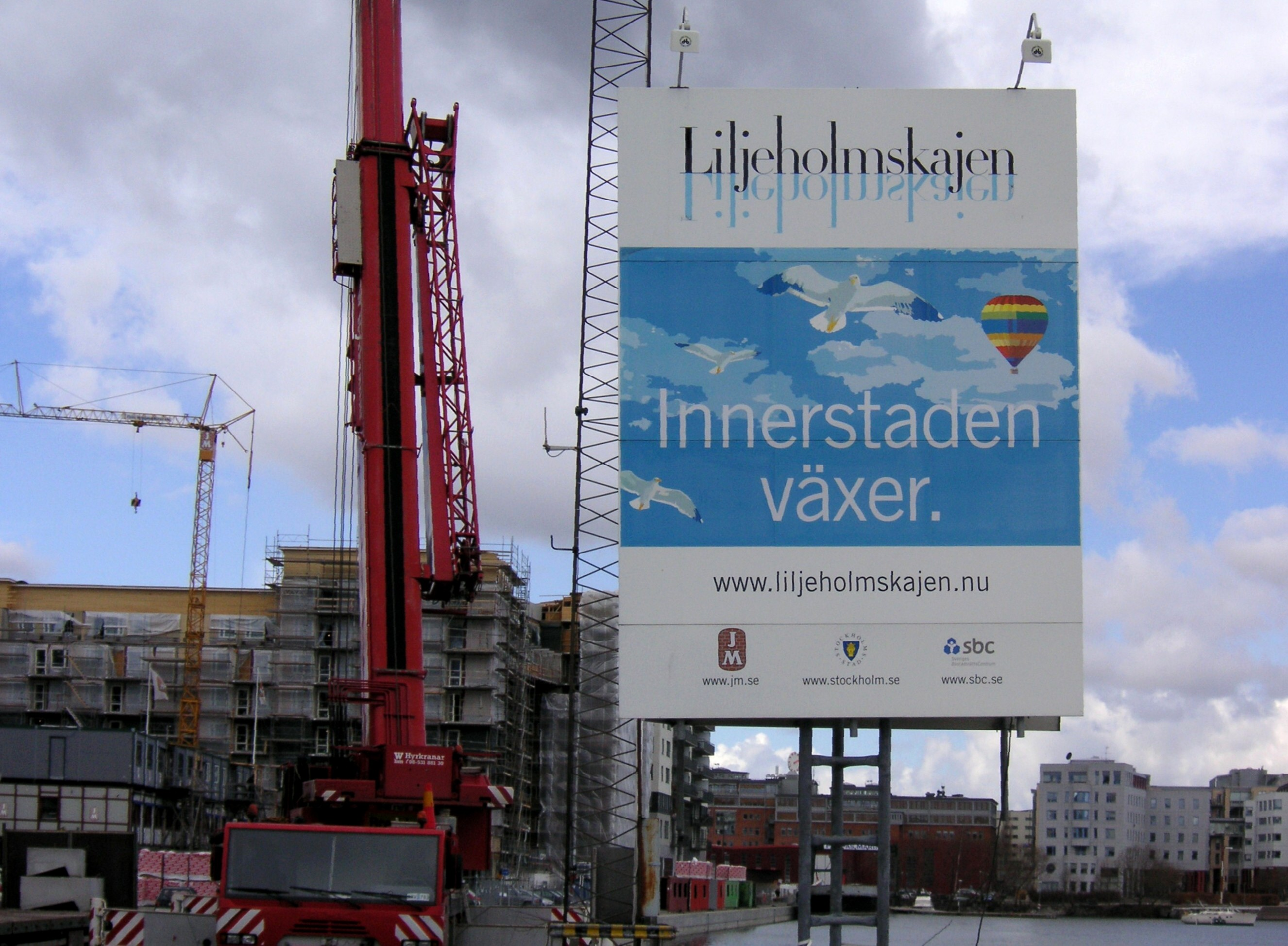
Bostadsproduktion vid Liljeholmskajen, 2006

År 1860 drogs västra stambanan förbi Liljeholmen där stora verkstäder för reparation av lok och vagnar även kom att byggas. Markägarna i området såg snart fördelen med att stycka upp sina ägor för industriändamål. Fabrikerna blev fort många och dessa drog till sig arbetare vilka behövde bostäder, dessutom rådde stor bostadsbrist i Stockholm.
Ägaren till Västberga gård, greven och landshövdingen Erik Sparre köpte Årsta säteri 1876. Ett år senare började han upplåta tomter för bostadsbebyggelse på gårdens ägor, närmare bestämt i sluttningen öster om järnvägen vid den sanka Årsta äng. Vid denna tidpunkt fanns bara några torp här, bl.a. Grönbrink, som var krog 1755–1849. Torpet låg vid nuvarande korsningen Södertäljevägen-Hägerstensvägen. I april 1878 kunde man läsa följande annons i Dagens Nyheter:
Ny förstad till Stockholm vid Liljeholmen!

Byggnadstomter vid Liljeholmen vackert belägna vid sjö säljas till billigt pris. Plan och tomtkarta jemte öfriga upplysningar hos ingeniör Smith, Akademigränd 6.
De villkor som gavs tomtköparna var emellertid inte speciellt fördelaktiga. Tomterna uppläts nämligen endast på arrende för en tid av 50 år. Efter arrendetiden skulle tomt med bostadshus återgå till ägaren i prima skick. Hur det än var så tyckte de flesta ändå att ett halvsekel var en lång period, medellivslängden under 1870-talet var ju förhållandevis kort. Redan efter fem år hade Årstadal fyllts av hastigt byggda, eller halvfärdiga träkåkar. Den svåra bostadsbristen bidrog dock till att många av de arrendatorer som uppförde sina hus här aldrig kom att bo i dem själva. Istället delade man upp husen i lägenheter för att hyra ut till ännu mindre bemedlade människor. Ett missionshus invigdes i Årstadal 1883 och användes fram till cirka 1950.
Snart kom många av både de bemedlade och mindre bemedlade husägarna känna sig grundlurade av greve Sparres annons om tomter vid vackert belägna sjö. Området var nämligen sankt och kom helt att sakna avlopp. År 1880 tilläts även Liljeholmens Kalkbruk (senare AB Karta & Oaxens Kalkbruk) att förlägga sin smutsiga och dammiga verksamhet i anslutning till bostadsområdet. Sparre struntade helt i de sanitära förhållandena, fastän han år 1882 blivit uppmanad av kommunalnämnden att anlägga avlopp och rännstenar i samhället, samt dränera marken. Resultatet blev snart att epidemier utbröt i med flera dödsoffer som följd, mot detta gjordes dock ingenting, istället upplät greven flera byggnadstomter på sina marker. Årsta äng, Årsta skog och Sjövik var några av dessa. År 1886 dog Erik Sparre.

## Från kåkstad till industriområde till bostäder
Det gamla Årstadal, som låg söder om Liljeholmsberget mellan dåvarande Södertäljevägen (nuvarande Liljeholmsvägen) och järnvägen (nuv. Södertäljevägen) kom att finnas kvar i åtskilliga decennier. Först under 1950-talet började området försvinna till fördel för industrin. I slutet av 1960-talet hade de sista husen rivits i samband med att de nya, stora in- och tillfartslederna mot Södermalm byggts. Torpet Grönbrink revs 1964. I områdets utkant, ner mot forna Årsta äng, etablerade sig bland andra stålgrossisten Söderberg & Haak. Vin & Sprit började flytta över sin tillverkning från Reimersholme till området, och i början av 1970-talet stod deras nya fabriks- och kontorskomplex vid Sjövik färdigt.
Idag har även de industrierna försvunnit, och delar av Årstadal, Sjövik, Sjövikshöjden och Årstaberg kommer att bebyggas med bostäder under projektnamnet Liljeholmskajen.

## Tvärbanans hållplats och Årstadals nya bostäder

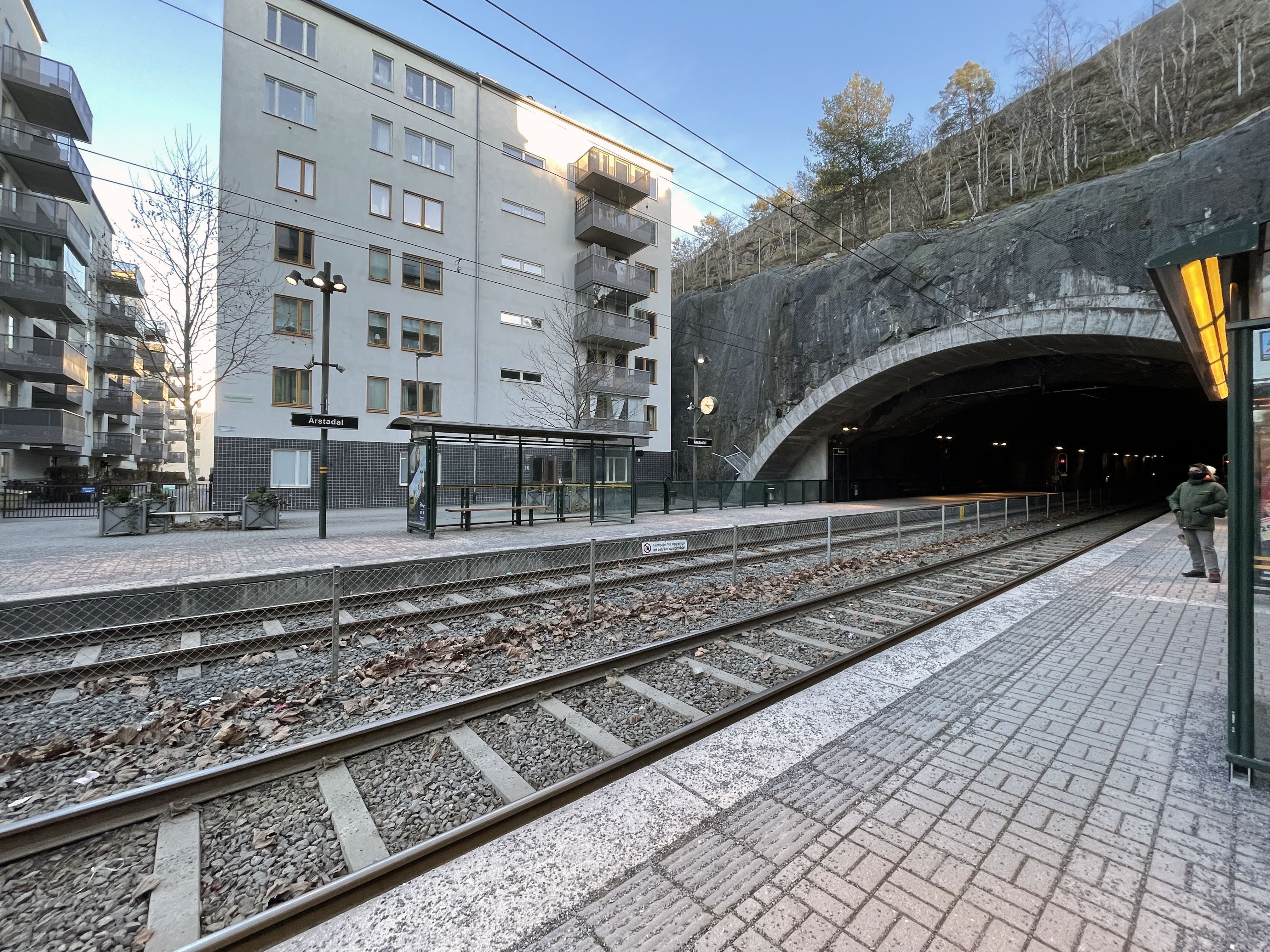
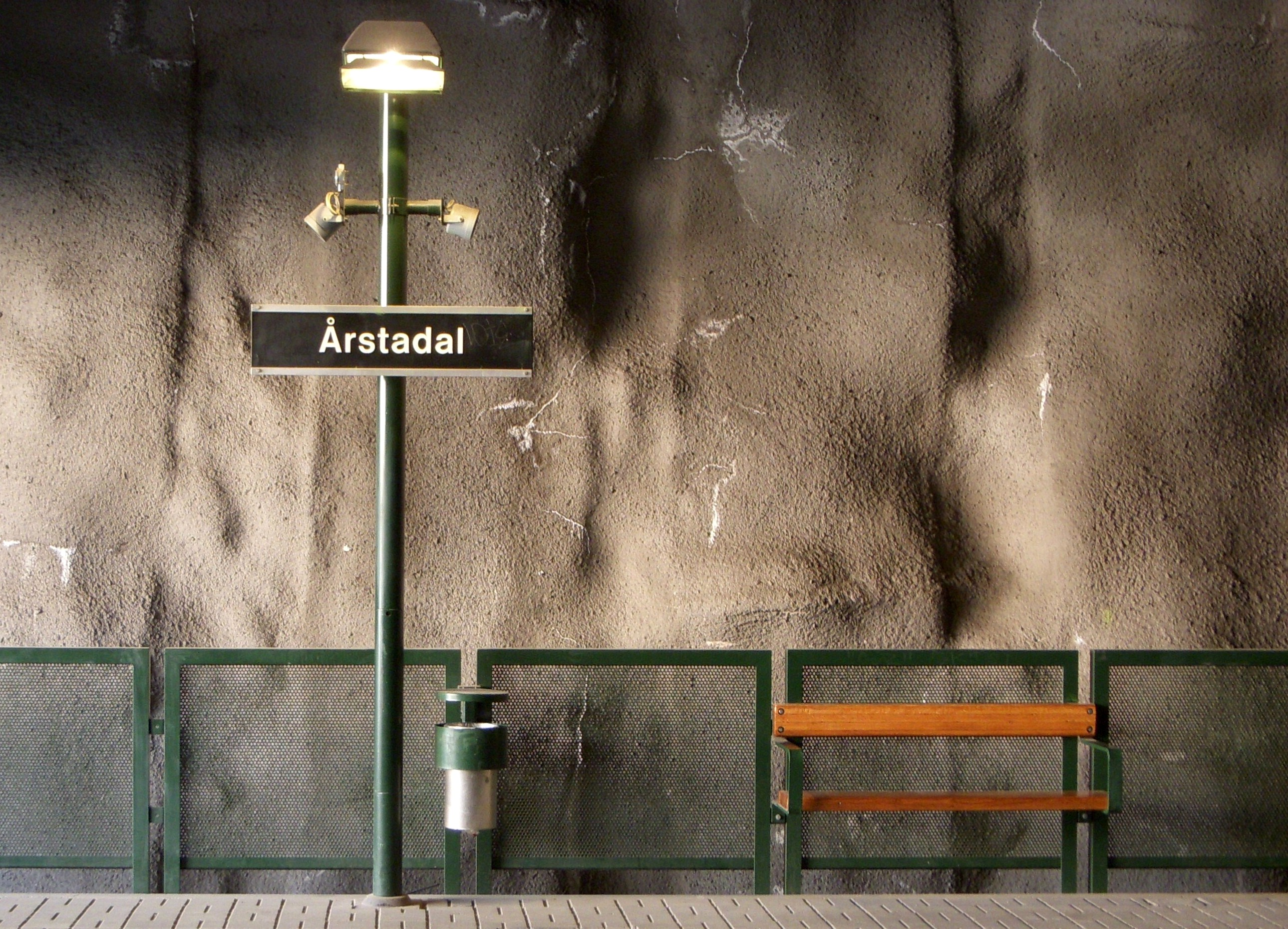
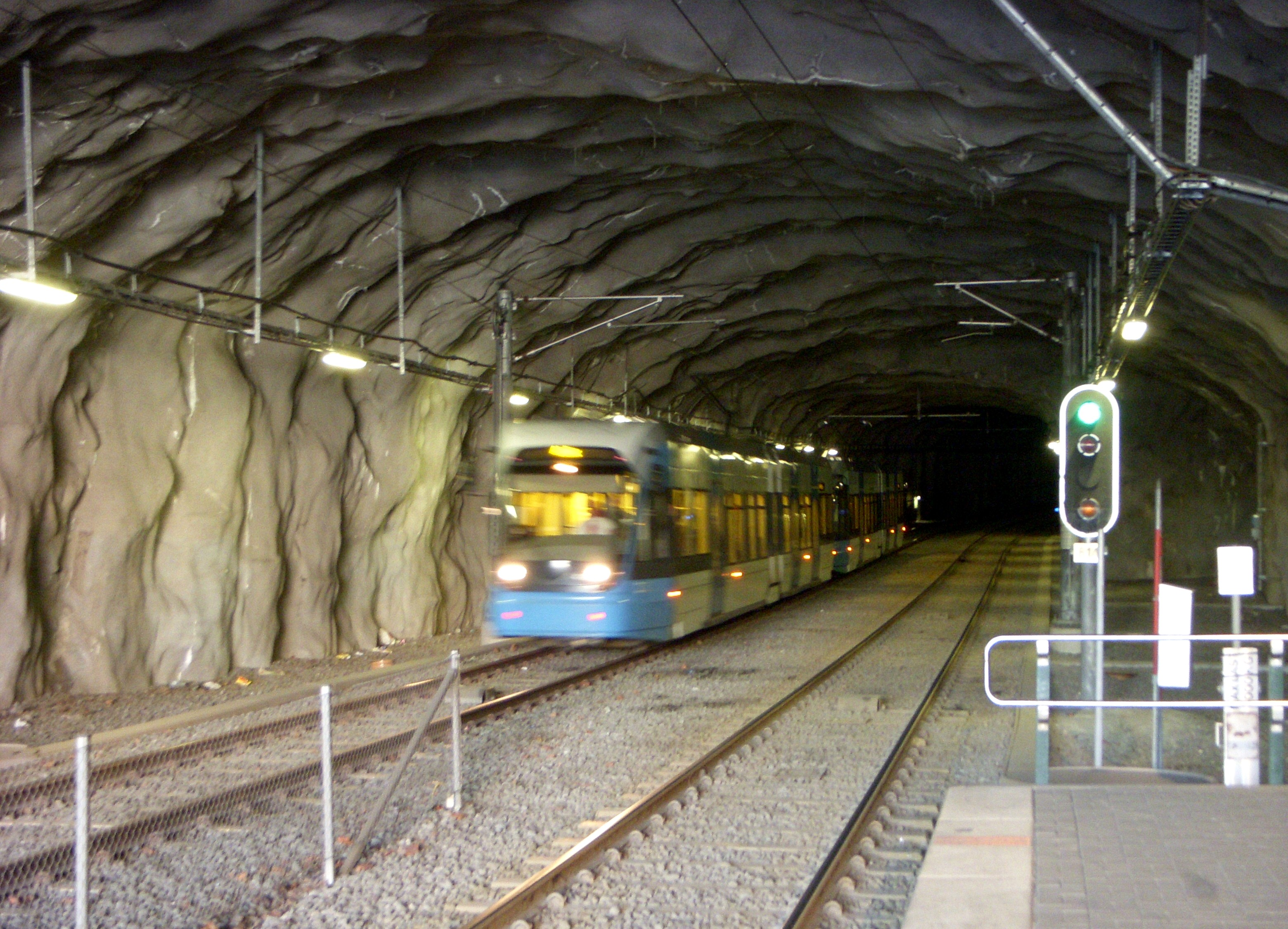
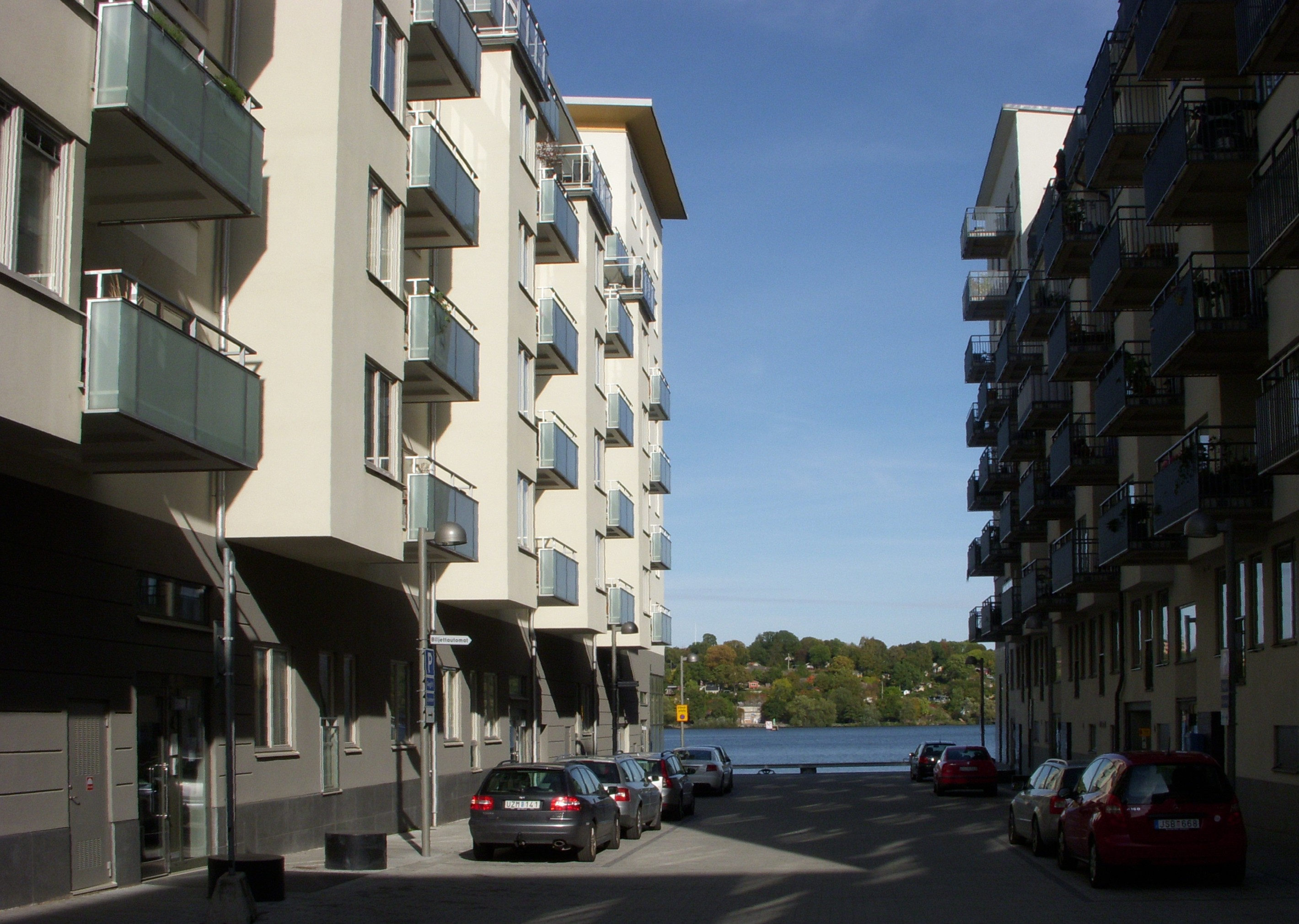
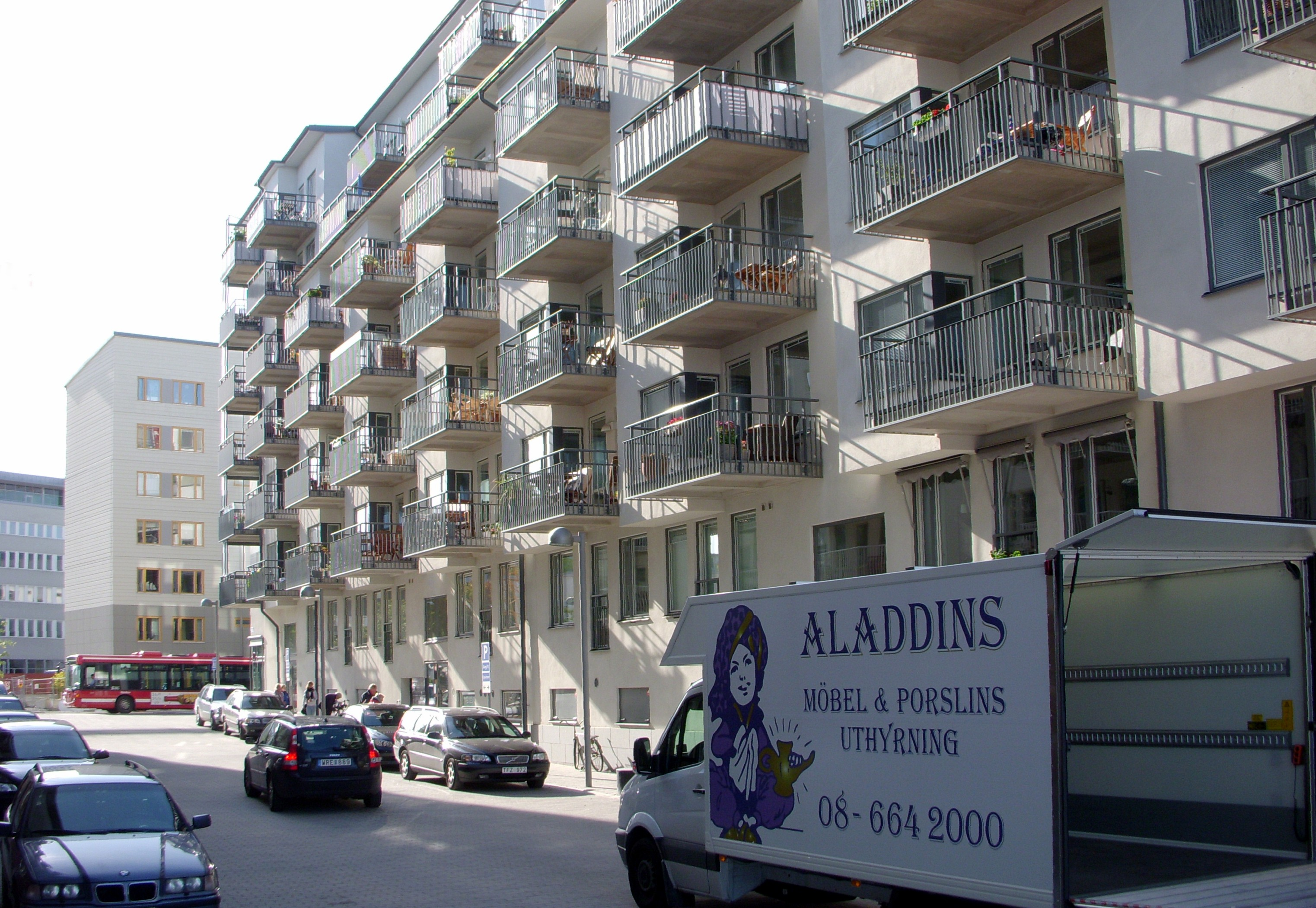